# Regensburg Legionäre
Regensburg Legionäre ou Buchbinder Legionäre est un club allemand de baseball basé à Ratisbonne évoluant en championnat d'Allemagne.

## Histoire
Le club est fondé au sein du Regensburger Turner en 1987. Les Legionäre accèdent parmi l'élite du championnat d'Allemagne en 1994.

## Stade
Le stade Armin Wolf Arena de Ratisbonne est le plus grand stade de baseball d'Allemagne. Il est situé dans le parc Baseball Express Park et accueille les légionnaires de Ratisbonne depuis 1998. D'une capacité de 1100 places assises et 2000 places debout, le stade porte le nom du journaliste sportif Armin Wolf (Funkhaus Regensburg).

## Palmarès
- Vainqueur de la Coupe d'Allemagne : 1997, 2002, 2003, 2004, 2005, 2006
- Champion d'Allemagne : 2008, 2010, 2011, 2012, 2013
- Vice-champion d'Allemagne 2006, 2007, 2015, 2016